# Станкевич, Виктория Владимировна
Виктория Владимировна Станкевич (род. 12 ноября 1990) — российская самбистка и дзюдоистка, призёр чемпионата России, обладательница Кубка мира, мастер спорта России.

## Спортивные достижения
- Чемпионат России по самбо среди женщин 2014 года — ;
- Клубный чемпионат Европы среди женщин 2015 года — ;